# Облога Одрина
Облога Одрина (болг. Обсадата на Одрин) — облога османського міста Адріанополя (болг. Одрин) під час Першої Балканської війни військами Балканського союзу з 3 листопада 1912 року по 26 березня 1913 року.

## Хід облоги

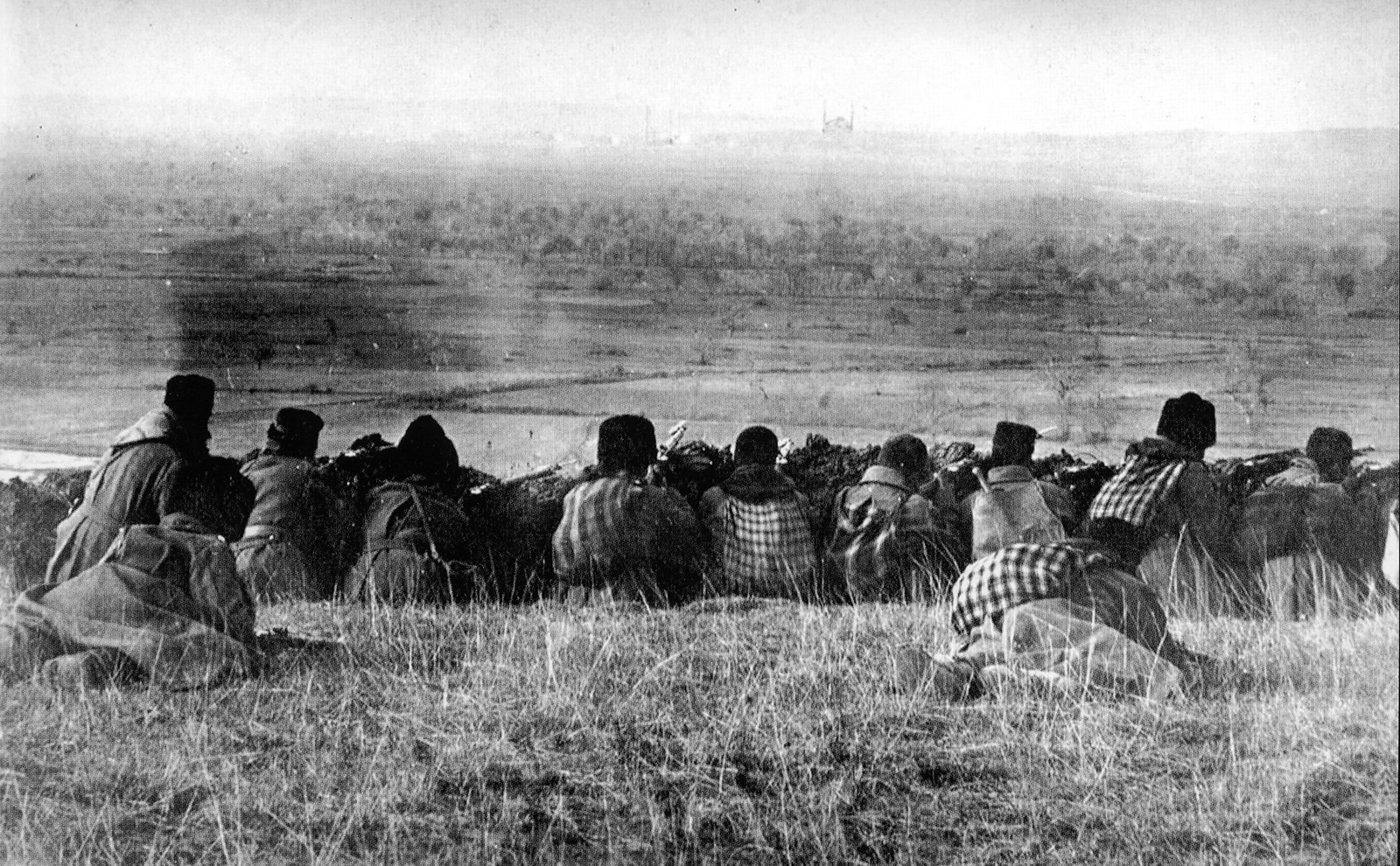
Болгарські війська напередодні штурму Одрина

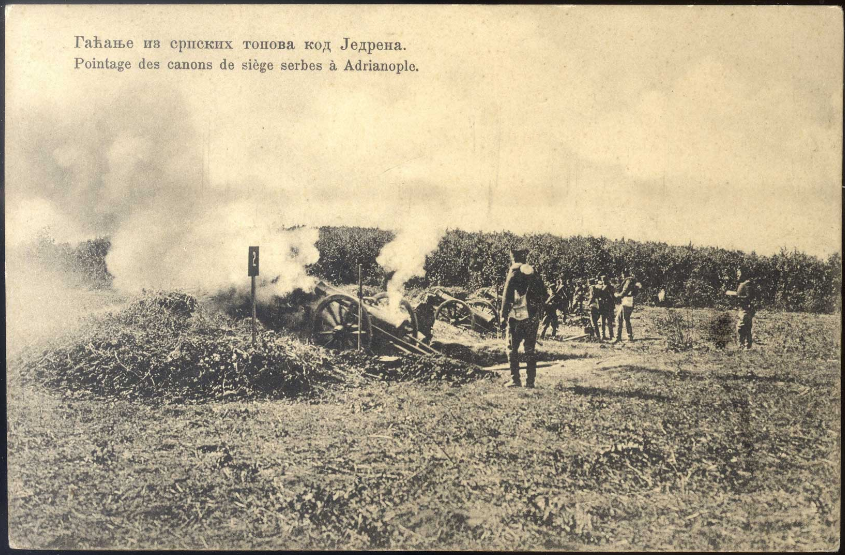
Сербські гармати ведуть вогонь

Адріанополь мав важливе стратегічне значення: через нього проходили залізничні колії зі сходу Балканського півострова на захід, які пов'язували Західну турецьку армію в Македонії зі Стамбулом та Східною турецькою армією.
Фортеця, облаштована за допомогою німецьких фахівців, була першокласним військовим укріпленням. Захист складався із кількох укріплених ліній — окопи, загородження і товсті стіни. У них було вкладено величезну кількість бетону. Головна лінія включала 20 фортів. Захист доповнювали більше 70 позицій для батарей, колючий дріт, вовчі ями і фугаси.
Спочатку місто тримала в облозі лише 2-га болгарська армія під командуванням генерала Ніколи Іванова і сербських частин під командуванням Степи Степановича. Перші бої під містом почалися ще в кінці жовтня 1912 року. 29 жовтня 1912 року із болгарського літака «Альбатрос Ф-3» на Адріанополь були скинуті дві бомби. Це перше в історії авіабомбардування міста.
3 листопада турецький гарнізон Шукрі-паші після запеклих боїв відступив в міську фортецю. З цього моменту почалася тривала облога Адріанополя. Союзники вже ставили перед собою мету не штурмувати фортецю, а заморити турків голодом і створити їм нестерпні умови. В період тимчасового перемир'я з 3 грудня 1912 по 3 лютого 1913 року місто як і раніше знаходився в блокаді — в нього не доставлялося продовольство і боєприпаси.
11 березня розпочалося чергове бомбардування фортеці болгарською артилерією, що на цей раз було підготовкою до штурму. 12 березня бомбардування тимчасово припинилося, але потім відновилося з новою силою. Під прикриттям артилерії війська Балканського союзу підступили майже впритул до фортечних стін і турецьких укріплень, почалися рукопашні бої. В результаті болгарські війська зуміли зайняти всі турецькі окопи і укріплення в місті і на його околицях. 13 березня розпочався безпосередньо штурм фортеці, яка пала того ж дня.
За перших відомостей, в боях 11, 12 і 13 березня в Адріанополі втрати болгар склали близько 1986 убитих і 6655 поранених; у сербів — 274 убитих і 1173 поранених; в полон взято 65 тисяч турків з 820 офіцерами, включаючи 15 генералів.